# Мижеры
Миже́ры (чув. Мишер) — деревня в Чебоксарском муниципальном округе Чувашской Республики Российской Федерации. До 2023 года — в составе Кшаушского сельского поселения. Население 189 человек (2012), преимущественно чуваши.

## География
Расстояние до Чебоксар — 22 км, до районного центра — посёлка Кугеси — 25 км, до железнодорожной станции — 6 км. Деревня расположена на реке Ошнаушка (приток реки Унга), близ железной дороги Канаш—Чебоксары. 
Часовой пояс
Деревня Мижеры, как и вся Чувашия, находится в часовой зоне МСК (московское время). Смещение применяемого времени относительно UTC составляет +3:00.

## Топоним
Историческое название — Мижар.

## История
В XVIII веке — выселок деревни Ямбахтина (ныне это деревня Хачики).
Жители до 1866 года являлись государственными крестьянами. Занимались земледелием, животноводством, кулеткачеством и другими промыслами. В 1920-е годы функционировала промышленная артель по выработке рогожи и кулей.
В 1931 году образован колхоз «Социалистический путь».

### Административно-территориальная принадлежность
Деревня входила в состав Сюндырской волости Козьмодемьянского уезда с XVIII века по 1920 год. В Чебоксарском уезде — с 1920 по 1927 год. В Чебоксарском районе — с 1927 по 1935 год, В Ишлейском районе — 1935—1959.
Входила (с 2004 до 2023 года) в Кшаушское сельское поселение муниципального района Чебоксарский район.
К 1 января 2023 года обе муниципальные единицы были упразднены и деревня вошла в Чебоксарский муниципальный округ.

## Население
| Год  | Дворов | Мужчин | Женщин | Жителей всего |
| ---- | ------ | ------ | ------ | ------------- |
| 1795 | 17     |        |        |               |
| 1859 | 35     | 94     | 96     |               |
| 1906 | 39     | 81     | 90     |               |
| 1926 | 45     | 92     | 100    |               |
| 1939 |        | 140    | 134    |               |
| 1979 |        | 114    | 149    |               |
| 2002 | 53     | 81     | 79     | 160           |
| 2010 | 69     | 106    | 97     | 203           |

## Инфраструктура
Личное подсобное хозяйство.
Основа экономики — сельское хозяйство, действует ФГУП «Учебно-опытное хозяйство „Приволжское“» (по состоянию на 2010 год). Имеются ФАП, магазин.

## Транспорт
Деревня доступна автотранспортом.
В полукилометре от деревни расположены автобусные остановки и железнодорожная станция.

## Памятники и памятные места
- Памятник воинам, погибшим в Великой Отечественной войне (ул. Коммунальная, д. 28)[7].